# 스피릿 (2008년 영화)
《스피릿》(영어: The Spirit)은 미국에서 제작된 프랭크 밀러 감독의 2008년 네오누아르 슈퍼히어로 영화이다. 게이브리얼 막트 등이 출연하였고, 데버라 델프리트 등이 제작에 참여하였다.

## 출연진
- 게이브리얼 막트
  - 조니 시먼스
- 새뮤얼 L. 잭슨
- 스칼릿 조핸슨
- 에바 멘데스
  - 세이셸 게이브리얼
- 세라 폴슨
- 댄 로리아
- 스타나 캐틱
- 루이 롬바디
- 제이미 킹
- 파스 베가
- 리처드 포트노
- 프랭크 밀러

## 기타 제작진
- 공동 제작: 린다 맥도너
- 라인 제작: 올턴 월폴
- 협력 제작: 마크 서데기
- 배역: 데버라 어퀼라, 제니퍼 스미스, 트리샤 우드
- 세트: 개브리엘 페트리산스
- 의상: 마이클 데니슨
- 시각 효과: 대니 김